# Église Saint-Sauveur de Paris
Pour les articles homonymes, voir Église Saint-Sauveur.
L'église Saint-Sauveur est une ancienne église catholique de Paris, en France.

## Situation
Elle occupait l'angle de la rue Saint-Sauveur et rue Saint-Denis dans le 2e arrondissement de Paris. 

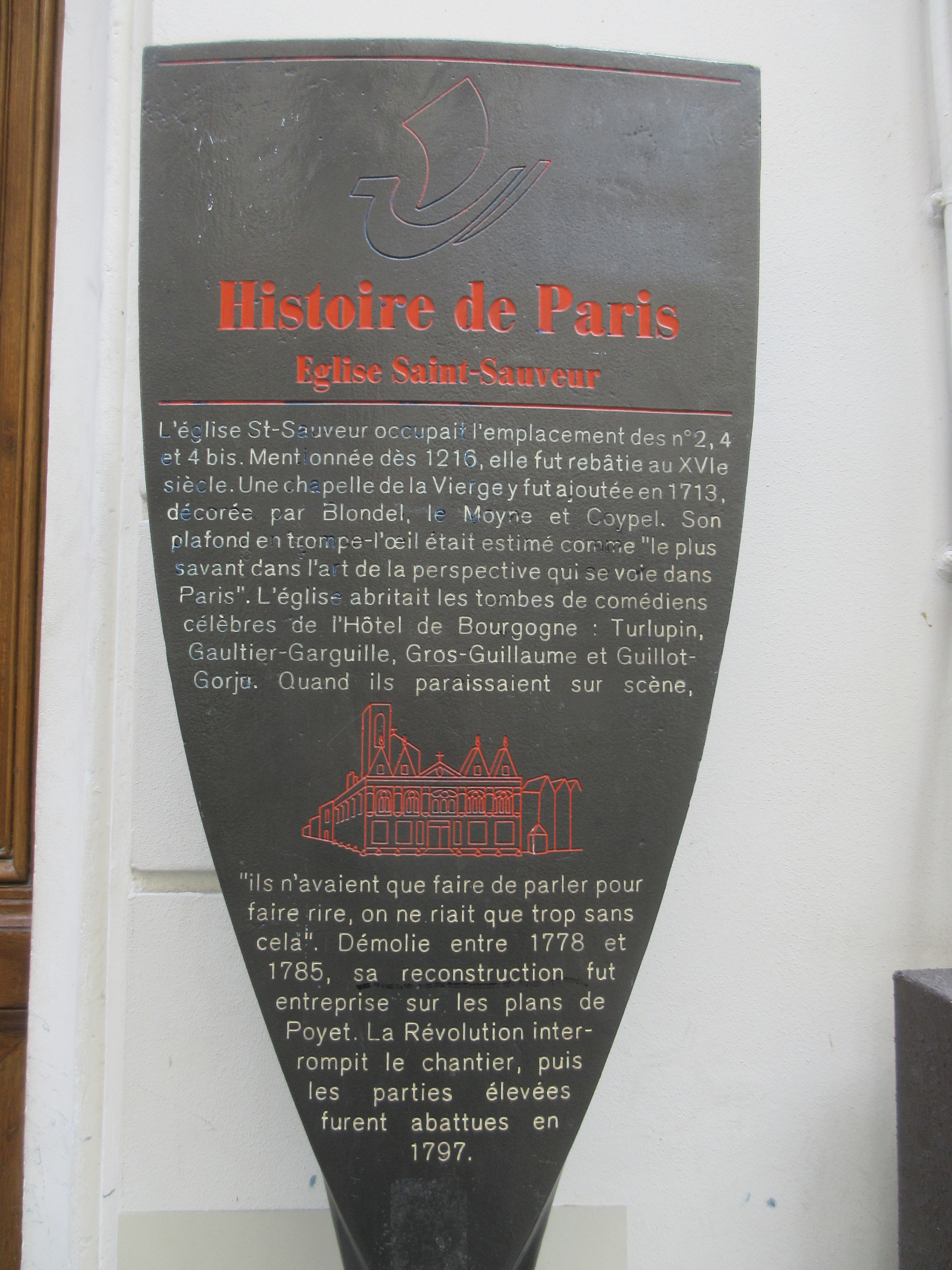
Panneau Histoire de Paris « Église Saint-Sauveur ».
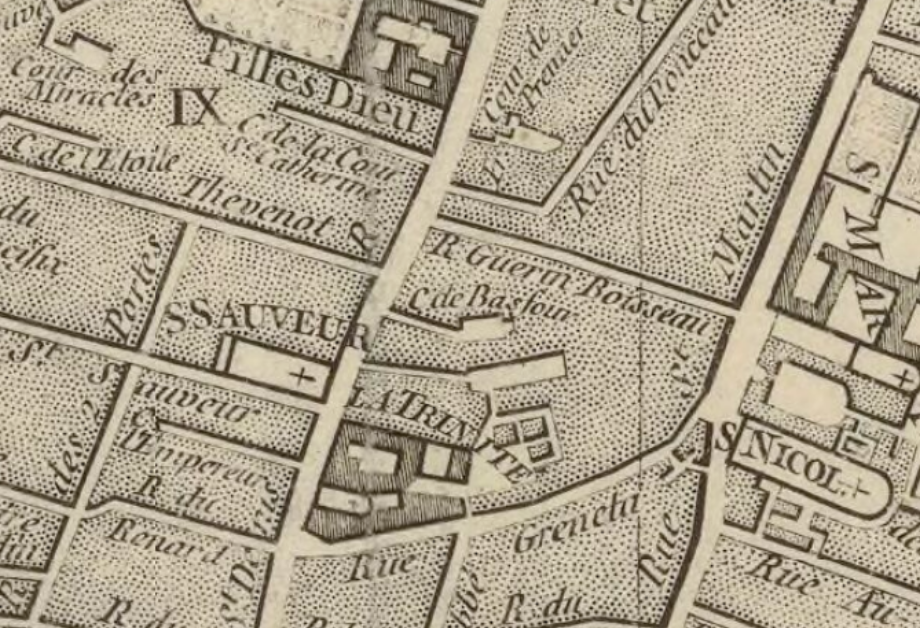
Emplacement de l'église Saint-Sauveur.

## Historique
L'église Saint-Sauveur qui est mentionnée dès 1216, était dénommée « chapelle de la Tour » en raison de la proximité d’une tour, démolie en 1778.
Rebâtie au XVIe siècle, elle est démolie en 1787 afin d'être agrandie. La reconstruction débute rapidement sous la direction de l'architecte Bernard Poyet ce qui fait qu'en 1790 Saint-Sauveur demeure l'une des 51 paroisse urbaines de Paris. Mais cette reconstruction est interrompue par la Révolution française et ne reprend pas. L'édifice sera finalement détruit et remplacé par des immeubles.

## Personnalités
Y ont été baptisés
- Savinien de Cyrano de Bergerac (1619-1655), écrivain, le 6 mars 1619.
- André-Jacques Garnerin (1769-1823), aérostier, le 31 janvier 1769.

Y étaient enterrés
- Belleroche (1630-1690) acteur
- Guillaume Colletet (1598-1659), poète et essayiste
- Gauthier-Garguille (1582-1633), comédien, poète et chansonnier
- Gros-Guillaume (1554-1634), acteur
- Guillot-Gorju (1600-1648), médecin et acteur
- Jacques Vergier (1655-1720), commissaire de marine, président de chambre de commerce et poète
- Turlupin (1587-1637), comédien

## Curés
- 16.-1715 : Robert Poquelin (v.1630-1715)[2]

### Articles liés
- Liste des édifices religieux de Paris